# Doukkala-Abda
Doukkala-Abda (en  àrab: دكالة عبدة) era una de les setze regions en què estava organitzat el Marroc fins a la reforma territorial de 2015. La seva capital era Sidi Bennour. En 2015 fou suprimida i les dues províncies foren integrades en la nova regió de Marràqueix-SafiEn Casablanca-Settat.

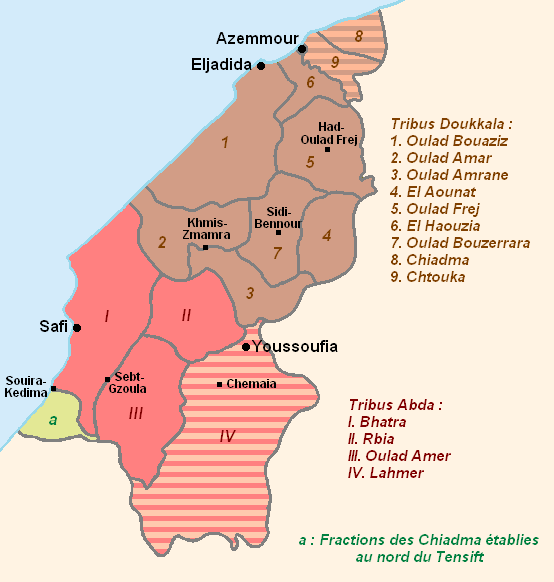
Composició tribal de la regió Doukkala-Abda

La regió estava situada a l'est del país, a la costa de l'oceà Atlàntic. Al nord limitava amb Gran Casablanca, al sud amb Marràqueix-Tensift-El-Haouz i a l'est amb Chaouia-Ouardigha.
La regió té un total d'1.984.039 habitants repartits en 13.285 km².

## Demografia
| 2.193.458                   | 1.984.039 | 2.183.090 |
| censos de 1994, 2004 i 2014 |           |           |

## Subdivisions
La regió es divideix en quatre províncies: 
- Província de Safi
- Província d'El Jadida
- Província de Sidi Bennour
- Província de Youssoufia

## Composició tribal
Al nord de la regió s'establí la confederació tribal dels doukkala, a les províncies de El Jadida i de Sidi Bennour. Estava formada per set tribus: El Aounate, El Haouzia, Ouled Amar, Ouled Amrane, Ouled Bou Aziz, Ouled Bou Zerrara i Ouled Fredj. A aquestes set tribus s'unien dues fraccions dels Chiadma i Chtouka, establides a la regió i estretament lligades als doukkala.
Al sud hi havia la confederació dels abda, als territoris de les províncies de Safi i Youssoufia. Està formada per 4 tribus: Bhatra, Ouled Amer, Rabi'a i Lahmer. D'elles, els lahmer sovint són considerats distints de tota confederació tribal.
A l'extrem meridional de la región, entre la vila de Souira-Kedima i l'oued Tensift s'establí una subfracció dels Oulad Elhaj, fracció dels Chiadma establida a ambdós marges de l'Oued La vinculació administrativa d'Oulad El Haj del costat dret data del protectorat.
Azemmour, vila enclavada en territori Doukkala, té una població nativa composta de camperols, musulmans i jueus, no relacionada amb les tribus de la zona i els dialectes, pre-hilaliens, diferia dels dialectes hilaliens de Doukkala. Aquesta població ha abandonat la Medina d'Azemmour i el dialecte local va desaparèixer en el segle xx.